# Tarek Hamed
Tarek Hamed (in arabo طارق حامد‎?; Il Cairo, 24 ottobre 1988) è un calciatore egiziano, centrocampista svincolato.

## Caratteristiche tecniche
Vertice basso di centrocampo, forte fisicamente ed efficace nel gioco aereo, in grado di contrastare con efficacia il diretto avversario in tackle - seppur sia stato criticato dalla stampa a più riprese per l'eccessiva irruenza negli interventi, che lo porta a commettere falli evitabili - abbinata ad una discreta tecnica - e di far ripartire l'azione.

## Carriera

### Club
Muove i suoi primi passi nell'El Gaish, prima di essere tesserato dallo Smouha nel 2010. L'8 settembre 2014 firma un contratto valido per cinque stagioni con lo Zamalek. Il 30 luglio 2015 lo Zamalek si laurea campione d'Egitto. A questo successo seguirà quello della Coppa d'Egitto.
Il 24 luglio 2022 si trasferisce all'Al-Ittihad, in Arabia Saudita.

### Nazionale
Esordisce con la selezione dei Faraoni il 7 marzo 2013 contro il Qatar in amichevole dal primo minuto. Lascia il terreno di gioco al 27' della ripresa al posto di Amr Marei. Il 4 gennaio 2017 il CT Héctor Cúper lo inserisce nella lista dei 23 convocati alla Coppa d'Africa 2017. L'Egitto viene sconfitto in finale 2-1 dal Camerun.
Il 4 giugno 2018 viene incluso nella lista dei 23 convocati per il campionato del mondo 2018. Prende parte da titolare ai tre incontri della fase a gironi, al termine della quale l'Egitto viene l'eliminato dalla competizione.
L'11 giugno 2019 viene incluso dal CT Javier Aguirre nella lista definitiva dei 23 convocati per la fase finale della Coppa d'Africa 2019, disputata in Egitto. Il cammino della squadra si interrompe agli ottavi di finale contro il Sudafrica. L'8 dicembre 2023 annuncia il ritiro dalla nazionale.

## Statistiche

### Presenze e reti nei club
Statistiche aggiornate al 21 dicembre 2023.
| Stagione        | Squadra         | Campionato      | Campionato | Campionato | Coppe nazionali | Coppe nazionali | Coppe nazionali | Coppe continentali | Coppe continentali | Coppe continentali | Altre coppe | Altre coppe | Altre coppe | Totale | Totale |
| Stagione        | Squadra         | Comp            | Pres       | Reti       | Comp            | Pres            | Reti            | Comp               | Pres               | Reti               | Comp        | Pres        | Reti        | Pres   | Reti   |
| --------------- | --------------- | --------------- | ---------- | ---------- | --------------- | --------------- | --------------- | ------------------ | ------------------ | ------------------ | ----------- | ----------- | ----------- | ------ | ------ |
| 2009-2010       | El Gaish        | PL              | 2          | 0          | CE              | 1               | 0               | -                  | -                  | -                  | -           | -           | -           | 3      | 0      |
| 2010-2011       | Smouha          | PL              | 27         | 0          | CE              | 1               | 0               | -                  | -                  | -                  | -           | -           | -           | 28     | 0      |
| 2011-2012       | Smouha          | PL              | 14         | 0          | -               | -               | -               | -                  | -                  | -                  | -           | -           | -           | 14     | 0      |
| 2012-2013       | Smouha          | PL              | 16         | 0          | CE              | 0               | 0               | -                  | -                  | -                  | -           | -           | -           | 16     | 0      |
| 2013-2014       | Smouha          | PL              | 18+3       | 0          | CE              | 4               | 0               | -                  | -                  | -                  | -           | -           | -           | 25     | 0      |
| Totale Smouha   | Totale Smouha   | Totale Smouha   | 75+3       | 0          |                 | 5               | 0               |                    | -                  | -                  |             | -           | -           | 83     | 0      |
| 2014-2015       | Zamalek         | PL              | 24         | 1          | CE              | 4               | 0               | CC                 | 8                  | 0                  | SE          | 0           | 0           | 36     | 1      |
| 2015-2016       | Zamalek         | PL              | 27         | 0          | CE              | 3               | 0               | CCL                | 11                 | 0                  | SE          | 1           | 0           | 42     | 0      |
| 2016-2017       | Zamalek         | PL              | 23         | 1          | CE              | 2               | 0               | CCL                | 5                  | 0                  | SE          | 1           | 0           | 31     | 1      |
| 2017-2018       | Zamalek         | PL              | 31         | 0          | CE              | 4               | 1               | ACC+CC             | 2+2                | 0                  | -           | -           | -           | 39     | 1      |
| 2018-2019       | Zamalek         | PL              | 30         | 2          | CE              | 4               | 0               | ACC+CC             | 3+14               | 0                  | S-AE+SE     | 1+1         | 0           | 53     | 2      |
| 2019-2020       | Zamalek         | PL              | 23         | 0          | CE              | 4               | 0               | CCL                | 11                 | 0                  | SE+SA       | 1+1         | 0           | 40     | 0      |
| 2020-2021       | Zamalek         | PL              | 32         | 1          | CE              | 1               | 0               | CCL                | 6                  | 0                  | -           | -           | -           | 39     | 1      |
| 2021-2022       | Zamalek         | PL              | 14         | 0          | CE              | 0               | 0               | CCL                | 4                  | 0                  | SE          | 0           | 0           | 18     | 0      |
| Totale Zamalek  | Totale Zamalek  | Totale Zamalek  | 204        | 5          |                 | 22              | 1               |                    | 66                 | 0                  |             | 6           | 0           | 298    | 6      |
| 2022-2023       | Al-Ittihad      | SPL             | 24         | 0          | KC              | 2               | 0               | -                  | -                  | -                  | SS          | 2           | 0           | 28     | 0      |
| 2023-2024       | Damac           | SPL             | 22         | 0          | KC              | 2               | 0               | -                  | -                  | -                  | -           | -           | -           | 24     | 0      |
| 2024-2025       | Damac           | SPL             | 8          | 0          | KC              | 0               | 0               | -                  | -                  | -                  | -           | -           | -           | 8      | 0      |
| Totale Damac    | Totale Damac    | Totale Damac    | 30         | 0          |                 | 2               | 0               |                    | -                  | -                  |             | -           | -           | 33     | 0      |
| Totale carriera | Totale carriera | Totale carriera | 338        | 5          |                 | 32              | 1               |                    | 66                 | 0                  |             | 8           | 0           | 444    | 6      |

### Cronologia presenze e reti in nazionale
| Cronologia completa delle presenze e delle reti in nazionale ― Egitto | Cronologia completa delle presenze e delle reti in nazionale ― Egitto | Cronologia completa delle presenze e delle reti in nazionale ― Egitto | Cronologia completa delle presenze e delle reti in nazionale ― Egitto | Cronologia completa delle presenze e delle reti in nazionale ― Egitto | Cronologia completa delle presenze e delle reti in nazionale ― Egitto | Cronologia completa delle presenze e delle reti in nazionale ― Egitto | Cronologia completa delle presenze e delle reti in nazionale ― Egitto |
| Data                                                                  | Città                                                                 | In casa                                                               | Risultato                                                             | Ospiti                                                                | Competizione                                                          | Reti                                                                  | Note                                                                  |
| --------------------------------------------------------------------- | --------------------------------------------------------------------- | --------------------------------------------------------------------- | --------------------------------------------------------------------- | --------------------------------------------------------------------- | --------------------------------------------------------------------- | --------------------------------------------------------------------- | --------------------------------------------------------------------- |
| 7-3-2013                                                              | Al Rayyan                                                             | Qatar                                                                 | 3 – 1                                                                 | Egitto                                                                | Amichevole                                                            | -                                                                     | 45+1’ 72’                                                             |
| 5-3-2014                                                              | Innsbruck                                                             | Bosnia ed Erzegovina                                                  | 0 – 2                                                                 | Egitto                                                                | Amichevole                                                            | -                                                                     | 90’                                                                   |
| 11-10-2015                                                            | Abu Dhabi                                                             | Egitto                                                                | 3 – 0                                                                 | Zambia                                                                | Amichevole                                                            | -                                                                     | 46’                                                                   |
| 14-11-2015                                                            | N'Djamena                                                             | Ciad                                                                  | 1 – 0                                                                 | Egitto                                                                | Qual. Mondiali 2018                                                   | -                                                                     | 76’                                                                   |
| 4-6-2016                                                              | Dar es Salaam                                                         | Tanzania                                                              | 0 – 2                                                                 | Egitto                                                                | Qual. Coppa d'Africa 2017                                             | -                                                                     |                                                                       |
| 6-9-2016                                                              | Johannesburg                                                          | Sudafrica                                                             | 1 – 0                                                                 | Egitto                                                                | Amichevole                                                            | -                                                                     | 63’                                                                   |
| 9-10-2016                                                             | Brazzaville                                                           | Rep. del Congo                                                        | 1 – 2                                                                 | Egitto                                                                | Qual. Mondiali 2018                                                   | -                                                                     | 66’                                                                   |
| 13-11-2016                                                            | Alessandria d'Egitto                                                  | Egitto                                                                | 2 – 0                                                                 | Ghana                                                                 | Qual. Mondiali 2018                                                   | -                                                                     |                                                                       |
| 8-1-2017                                                              | Il Cairo                                                              | Egitto                                                                | 1 – 0                                                                 | Tunisia                                                               | Amichevole                                                            | -                                                                     |                                                                       |
| 17-1-2017                                                             | Port-Gentil                                                           | Mali                                                                  | 0 – 0                                                                 | Egitto                                                                | Coppa d'Africa 2017 - 1º turno                                        | -                                                                     |                                                                       |
| 21-1-2017                                                             | Port-Gentil                                                           | Egitto                                                                | 1 – 0                                                                 | Uganda                                                                | Coppa d'Africa 2017 - 1º turno                                        | -                                                                     | 25’ 59’                                                               |
| 25-1-2017                                                             | Port-Gentil                                                           | Egitto                                                                | 1 – 0                                                                 | Ghana                                                                 | Coppa d'Africa 2017 - 1º turno                                        | -                                                                     |                                                                       |
| 29-1-2017                                                             | Port-Gentil                                                           | Egitto                                                                | 1 – 0                                                                 | Marocco                                                               | Coppa d'Africa 2017 - Quarti di finale                                | -                                                                     | 13’ 90+3’                                                             |
| 1-2-2017                                                              | Libreville                                                            | Burkina Faso                                                          | 1 – 1 dts (3 – 4 dtr)                                                 | Egitto                                                                | Coppa d'Africa 2017 - Semifinale                                      | -                                                                     |                                                                       |
| 5-2-2017                                                              | Libreville                                                            | Egitto                                                                | 1 – 2                                                                 | Camerun                                                               | Coppa d'Africa 2017 - Finale                                          | -                                                                     |                                                                       |
| 28-3-2017                                                             | Alessandria d'Egitto                                                  | Egitto                                                                | 3 – 0                                                                 | Togo                                                                  | Amichevole                                                            | -                                                                     | 78’                                                                   |
| 11-6-2017                                                             | Radès                                                                 | Tunisia                                                               | 1 – 0                                                                 | Egitto                                                                | Qual. Coppa d'Africa 2019                                             | -                                                                     | 50’                                                                   |
| 31-8-2017                                                             | Kampala                                                               | Uganda                                                                | 1 – 0                                                                 | Egitto                                                                | Qual. Mondiali 2018                                                   | -                                                                     | 73’                                                                   |
| 5-9-2017                                                              | Alessandria d'Egitto                                                  | Egitto                                                                | 1 – 0                                                                 | Uganda                                                                | Qual. Mondiali 2018                                                   | -                                                                     |                                                                       |
| 8-10-2017                                                             | Alessandria d'Egitto                                                  | Egitto                                                                | 2 – 1                                                                 | Rep. del Congo                                                        | Qual. Mondiali 2018                                                   | -                                                                     |                                                                       |
| 23-3-2018                                                             | Zurigo                                                                | Portogallo                                                            | 2 – 1                                                                 | Egitto                                                                | Amichevole                                                            | -                                                                     | 87’                                                                   |
| 25-5-2018                                                             | Madinat al-Kuwait                                                     | Kuwait                                                                | 1 – 1                                                                 | Egitto                                                                | Amichevole                                                            | -                                                                     |                                                                       |
| 1-6-2018                                                              | Bergamo                                                               | Egitto                                                                | 0 – 0                                                                 | Colombia                                                              | Amichevole                                                            | -                                                                     |                                                                       |
| 6-6-2018                                                              | Bruxelles                                                             | Belgio                                                                | 3 – 0                                                                 | Egitto                                                                | Amichevole                                                            | -                                                                     | 2’ 62’                                                                |
| 15-6-2018                                                             | Ekaterinburg                                                          | Egitto                                                                | 0 – 1                                                                 | Uruguay                                                               | Mondiali 2018 - 1º turno                                              | -                                                                     | 50’                                                                   |
| 19-6-2018                                                             | San Pietroburgo                                                       | Russia                                                                | 3 – 1                                                                 | Egitto                                                                | Mondiali 2018 - 1º turno                                              | -                                                                     |                                                                       |
| 25-6-2018                                                             | Volgograd                                                             | Arabia Saudita                                                        | 2 – 1                                                                 | Egitto                                                                | Mondiali 2018 - 1º turno                                              | -                                                                     |                                                                       |
| 8-9-2018                                                              | Alessandria d'Egitto                                                  | Egitto                                                                | 6 – 0                                                                 | Niger                                                                 | Qual. Coppa d'Africa 2019                                             | -                                                                     |                                                                       |
| 12-10-2018                                                            | Il Cairo                                                              | Egitto                                                                | 4 – 1                                                                 | eSwatini                                                              | Qual. Coppa d'Africa 2019                                             | -                                                                     | 72’                                                                   |
| 16-10-2018                                                            | Manzini                                                               | eSwatini                                                              | 0 – 2                                                                 | Egitto                                                                | Qual. Coppa d'Africa 2019                                             | -                                                                     |                                                                       |
| 16-11-2018                                                            | Alessandria d'Egitto                                                  | Egitto                                                                | 3 – 2                                                                 | Tunisia                                                               | Qual. Coppa d'Africa 2019                                             | -                                                                     | 41’ 75’                                                               |
| 26-3-2019                                                             | Asaba                                                                 | Nigeria                                                               | 1 – 0                                                                 | Egitto                                                                | Amichevole                                                            | -                                                                     | 32’                                                                   |
| 13-6-2019                                                             | Alessandria d'Egitto                                                  | Egitto                                                                | 1 – 0                                                                 | Tanzania                                                              | Amichevole                                                            | -                                                                     | 46’                                                                   |
| 16-6-2019                                                             | Alessandria d'Egitto                                                  | Egitto                                                                | 3 – 1                                                                 | Guinea                                                                | Amichevole                                                            | -                                                                     | 46’                                                                   |
| 21-6-2019                                                             | Il Cairo                                                              | Egitto                                                                | 1 – 0                                                                 | Zimbabwe                                                              | Coppa d'Africa 2019 - 1º turno                                        | -                                                                     |                                                                       |
| 26-6-2019                                                             | Il Cairo                                                              | Egitto                                                                | 2 – 0                                                                 | RD del Congo                                                          | Coppa d'Africa 2019 - 1º turno                                        | -                                                                     |                                                                       |
| 30-6-2019                                                             | Il Cairo                                                              | Uganda                                                                | 0 – 2                                                                 | Egitto                                                                | Coppa d'Africa 2019 - 1º turno                                        | -                                                                     | 62’                                                                   |
| 6-7-2019                                                              | Il Cairo                                                              | Egitto                                                                | 0 – 1                                                                 | Sudafrica                                                             | Coppa d'Africa 2019 - Ottavi di finale                                | -                                                                     |                                                                       |
| 13-10-2019                                                            | Alessandria d'Egitto                                                  | Egitto                                                                | 1 – 0                                                                 | Botswana                                                              | Amichevole                                                            | -                                                                     | 80’                                                                   |
| 7-11-2019                                                             | Alessandria d'Egitto                                                  | Egitto                                                                | 1 – 0                                                                 | Liberia                                                               | Amichevole                                                            | -                                                                     | 53’                                                                   |
| 14-11-2019                                                            | Alessandria d'Egitto                                                  | Egitto                                                                | 1 – 1                                                                 | Kenya                                                                 | Qual. Coppa d'Africa 2021                                             | -                                                                     |                                                                       |
| 18-11-2019                                                            | Moroni                                                                | Comore                                                                | 0 – 0                                                                 | Egitto                                                                | Qual. Coppa d'Africa 2021                                             | -                                                                     |                                                                       |
| 14-11-2020                                                            | Il Cairo                                                              | Egitto                                                                | 1 – 0                                                                 | Togo                                                                  | Qual. Coppa d'Africa 2021                                             | -                                                                     | 81’                                                                   |
| 17-11-2020                                                            | Lomé                                                                  | Togo                                                                  | 1 – 3                                                                 | Egitto                                                                | Qual. Coppa d'Africa 2021                                             | -                                                                     |                                                                       |
| 25-3-2021                                                             | Nairobi                                                               | Kenya                                                                 | 1 – 1                                                                 | Egitto                                                                | Qual. Coppa d'Africa 2021                                             | -                                                                     | 62’                                                                   |
| 29-3-2021                                                             | Il Cairo                                                              | Egitto                                                                | 4 – 0                                                                 | Comore                                                                | Qual. Coppa d'Africa 2021                                             | -                                                                     | 72’                                                                   |
| 1-9-2021                                                              | Il Cairo                                                              | Egitto                                                                | 1 – 0                                                                 | Angola                                                                | Qual. Mondiali 2022                                                   | -                                                                     |                                                                       |
| 30-9-2021                                                             | Alessandria d'Egitto                                                  | Egitto                                                                | 2 – 0                                                                 | Liberia                                                               | Amichevole                                                            | -                                                                     | 77’                                                                   |
| 8-10-2021                                                             | Alessandria d'Egitto                                                  | Egitto                                                                | 1 – 0                                                                 | Libia                                                                 | Qual. Mondiali 2022                                                   | -                                                                     | 69’ 86’                                                               |
| 11-10-2021                                                            | Bengasi                                                               | Libia                                                                 | 0 – 3                                                                 | Egitto                                                                | Qual. Mondiali 2022                                                   | -                                                                     | 75’                                                                   |
| 23-9-2022                                                             | Alessandria d'Egitto                                                  | Egitto                                                                | 3 – 0                                                                 | Niger                                                                 | Amichevole                                                            | -                                                                     | 67’                                                                   |
| 27-9-2022                                                             | Alessandria d'Egitto                                                  | Egitto                                                                | 3 – 0                                                                 | Liberia                                                               | Amichevole                                                            | -                                                                     |                                                                       |
| 18-11-2022                                                            | Al Kuwait                                                             | Belgio                                                                | 1 – 2                                                                 | Egitto                                                                | Amichevole                                                            | -                                                                     |                                                                       |
| 24-3-2023                                                             | Il Cairo                                                              | Egitto                                                                | 2 – 0                                                                 | Malawi                                                                | Qual. Coppa d'Africa 2023                                             | -                                                                     | 68’ 81’                                                               |
| 28-3-2023                                                             | Lilongwe                                                              | Malawi                                                                | 0 – 4                                                                 | Egitto                                                                | Qual. Coppa d'Africa 2023                                             | 1                                                                     |                                                                       |
| 8-9-2023                                                              | Il Cairo                                                              | Egitto                                                                | 1 – 0                                                                 | Etiopia                                                               | Qual. Coppa d'Africa 2023                                             | -                                                                     | 67’                                                                   |
| 12-9-2023                                                             | Il Cairo                                                              | Egitto                                                                | 1 – 3                                                                 | Tunisia                                                               | Amichevole                                                            | -                                                                     | 64’                                                                   |
| 12-10-2023                                                            | al-'Ayn                                                               | Egitto                                                                | 1 – 0                                                                 | Zambia                                                                | Amichevole                                                            | -                                                                     | 65’                                                                   |
| 16-10-2023                                                            | al-ʿAyn                                                               | Egitto                                                                | 1 – 1                                                                 | Algeria                                                               | Amichevole                                                            | -                                                                     | 86’                                                                   |
| Totale                                                                |                                                                       | Presenze                                                              | 59                                                                    |                                                                       | Reti                                                                  | 1                                                                     |                                                                       |

## Palmarès

### Club

#### Competizioni nazionali
- Campionato egiziano: 3

Zamalek: 2014-2015, 2020-2021, 2021-2022
- Coppa d'Egitto: 5

Zamalek: 2014-2015, 2015-2016, 2017-2018, 2018-2019, 2020-2021
- Supercoppa d'Egitto: 2

Zamalek: 2016, 2019
- Supercoppa saudita: 1

Al Ittihad: 2022
- Campionato saudita: 1

Al Ittihad: 2022-2023

#### Competizioni internazionali
- Coppa della Confederazione CAF: 1

Zamalek: 2018-2019
- Supercoppa CAF: 1

Zamalek: 2020

### Individuale
- Egyptian Premier League Team of the Year: 1[19]

2015-2016